# Tartak (obwód miński)
Tartak (biał. Тартак; ros. Тартак) – wieś na Białorusi, w obwodzie mińskim, w rejonie borysowskim, w sielsowiecie Msciż. W 2009 roku liczyła 9 mieszkańców.